# Dusona cytaeis
Dusona cytaeis là một loài tò vò trong họ Ichneumonidae.